# パメラ・フランクリン
パメラ・フランクリン（Pamela Franklin, 1950年2月3日 - ）は、日本・神奈川県横浜市生まれのイギリスの女優、元子役。主に『回転』のフローラ役や『ヘルハウス』のフローレンス・タナー役で知られる。

## 来歴
1950年2月3日に日本神奈川県横浜市で生まれる。父親が輸入・輸出業を営んでいたため、家族は他にも香港・オーストラリア・セイロンにも住んでおり、その後イギリスに戻る。
当初はダンサーを目指していたため、8歳の時にイギリスのエルムハースト・スクールでバレエを学ぶ。
女優としては、11歳の時にヘンリー・ジェームズ原作の｢ねじの回転｣をウィリアム・アーチボルドとトルーマン・カポーティが脚色した幽霊ホラー映画『回転』で悪霊に魅せられる少女フローラ役を演じ映画デビュー。
他の子役時代の代表作にTVドラマ『わんぱくフリッパー』の映画版第2弾である『頑張れフリッパー』やベティ・デイヴィスが乳母を演じたサスペンス『妖婆の家』などがある。
1969年には『ミス・ブロディの青春』のサンディ役でナショナル・ボード・オブ・レビューの最優秀助演女優賞を受賞。
1970年代に入ってからもリチャード・マシスンが自ら原作を脚色したオカルトホラー映画『ヘルハウス』の女霊媒師のフローレンス・タナー役やH・G・ウェルズの｢神々の糧｣を原作にしたSF動物パニック映画『巨大生物の島』のローナ役などがあり、映画以外にもTV映画やTVドラマのゲスト出演でも活躍していたが、1981年にTVシリーズ『ベガス』のゲスト出演を最後に女優業からは遠ざかっている。
私生活では1972年のオカルトホラー映画『ウィッチング』で共演した俳優のハーヴェイ・ジェイソンと1970年に結婚し、2児を儲けている。現在はハリウッドに在住。
余談だが、夫ハーヴェイは息子のルイと Mystery Pier Books, Incという書店を共同経営している。

## フィルモグラフィー
| 製作年 | 邦題 原題                                                        | 役名                     | 備考                                                                                              |
| ------ | ---------------------------------------------------------------- | ------------------------ | ------------------------------------------------------------------------------------------------- |
| 1961   | 回転 The Innocents                                               | フローラ                 | 映画デビュー作                                                                                    |
| 1962   | ライオン The Lion                                                | ティナ                   |                                                                                                   |
| 1963   | 首のない馬 The Horse Without a Head                              | マリアン                 | アメリカではTVシリーズ｢Disneyland｣の1エピソードとして放送                                         |
| 1964   | 頑張れフリッパー Flipper's New Adventure                         | ペニー                   | TVシリーズ『わんぱくフリッパー』の映画化第2弾                                                     |
| 1964   | 霧の中の虎 A Tiger Walks                                         | ジュリー・ウィリアムズ   |                                                                                                   |
| 1964   | 小さな逃亡者 See How They Run                                    | ティルザ・グリーン       | TV映画                                                                                            |
| 1965   | 妖婆の家 The Nanny                                               | ボビー・メッドマン       |                                                                                                   |
| 1968   | 私は誘拐されたい The Night of the Following Day                  | デュポンの娘             |                                                                                                   |
| 1969   | ミス・ブロディの青春 The Prime of Miss Jean Brodie               | サンディ                 | ナショナル・ボード・オブ・レビューの最優秀助演女優賞を受賞                                        |
| 1969   | 華麗なる悪 Sinful Davey                                          | アニー                   |                                                                                                   |
| 1969   | さすらいの旅路 David Copperfield                                 | ドーラ・スペンロー       | TV映画                                                                                            |
| 1970   | 女子大生・恐怖のサイクリングバカンス And Soon the Darkness       | ジェーン                 | TV題『ブロンドガール・恐怖のサイクリングバカンス』 2010年に『イン・ザ・ダークネス』としてリメイク |
| 1972   | ウィッチング Necromancy                                          | ローリ・ブランドン       |                                                                                                   |
| 1973   | ヘルハウス The Legend of Hell House                              | フローレンス・タナー     |                                                                                                   |
| 1973   | 大空のエース/父の戦い子の戦い Ace Eli and Rodger of the Skies    | シェルビー               |                                                                                                   |
| 1973   | 女子大生悪魔の体験入学 Satan's School for Girls                  | エリザベス               | TV映画                                                                                            |
| 1975   | 潜入警官 Crossfire                                               | シーラ・フィールディング | TV映画                                                                                            |
| 1976   | 巨大生物の島 The Food of the Gods                                | ローナ・スコット         |                                                                                                   |
| 1976   | 我が生涯の大統領/ルーズベルト夫人風雪の60年 Eleanor and Franklin | アンナ・ホール           | TV映画                                                                                            |